# (1130) Skuld
(1130) Skuld es un asteroide que forma parte del cinturón de asteroides y fue descubierto por Karl Wilhelm Reinmuth desde el observatorio de Heidelberg-Königstuhl, Alemania, el 2 de septiembre de 1929.

## Designación y nombre
Skuld se designó inicialmente como 1929 RC.
Posteriormente fue nombrado por Skuld, una diosecilla de la mitología nórdica.

## Características orbitales
Skuld orbita a una distancia media de 2,228 ua del Sol, pudiendo acercarse hasta 1,787 ua y alejarse hasta 2,67 ua. Su excentricidad es 0,1982 y la inclinación orbital 2,167°. Emplea 1215 días en completar una órbita alrededor del Sol.
Skuld forma parte de la familia asteroidal de Flora.